# 3. operativno poveljstvo Slovenske vojske
3. operativno poveljstvo Slovenske vojske (kratica: 3. OPP'}}) je bilo eno izmed treh poveljstev Slovenske vojske, ki je pokrivalo vzhodno Slovenijo.

## Zgodovina
Poveljstvo je bilo ustanovljeno junija 1998. Januarja 2003 je bilo ukinjeno in posledično ustanovljeno Poveljstvo sil Slovenske vojske.

## Poveljstvo
Poveljnik
- polkovnik Alan Geder (2002)
- brigadir Alojz Završnik (2000)

Namestnik poveljnika
- brigadir Alojz Šteiner (1998)